# Katedrala u Sevilli
Gospina katedrala u Sevilli (španjolski: Catedral de Santa María de la Sede) je rimokatolička katedrala u Sevilli, Andaluzija, ujedno i najveća gotička katedrala, te treća po veličini u svijetu.
Posvećena je Djevici Mariji i poznata je po svojoj ogromnoj veličini i jedinstvenoj arhitekturi. Kada je završena u 16. stoljeću prestigla je Aja Sofiju kao najveću katedralu na svijetu, koja je tu titulu držala više od tisuću godina. Od slavnih osoba koji su sahranjeni u katedrali najpoznatiji je  Kristofor Kolumbo.
Katedrala je proglašena UNESCO-ovom svjetskom baštinom 1986. godine kao petobrodna golema građevina iznimne arhitektonske i povijesne vrijednosti.

## Povijest
Dijelovi katedrale potječu još od maurske džamije dinastije Almohadi koja je dovršena 1198. godine. Ferdinand III. Kastiljski je osvojio Sevillu 1248. godine i odmah je otpočeo pokrštavanje džamije. Katedrala je trebala demonstrirati bogatstvo Seville koja je postala vodećim trgovačkim središtem nakon rekonkviste. Nakon potresa 1356. godine graditelji katedrale su 1401. godine odlučili potpuno srušiti oštećene dijelove, osim minareta koji je pretvoren u zvonik katedrale (Giralda), i izgraditi potpuno novu građevinu koja je trebala nadmašiti sve dotadašnje katedrale.
Izgradnja je potrajala do 1506. godine, a radnici su sami platili arhitekte i druge specijalizirane graditelje, dajući polovicu svoje plaće. Samo pet godina nakon završetka, 1511., kupola se urušila i njena obnova je otpočela. Kupola se srušila još jednom nakon potresa, 1888. godine, i obnova joj je potrajala sve do 1903. godine.

## Odlike
Veličina i četvrtasti tlocrt katedrale bili su diktirani tlocrtom džamije na kojemu je ona sagrađena (115 x 76 metara). Ona je među najvećim od svih srednjovjekovnih i gotičkih europskih katedrala, u smislu prostora i volumena. Katedrala ima najduži glavni brod (arhitektura) u Španjolskoj (42 m) i bogato je ukrašen s mnogo zlata. Glavnim brodom dominira kor u njegovoj sredini, te oltar (Pierre Dancart) koji je ispunjen gotičkim drvenim retablom na kojemu se nalaze scene iz Kristova života.
Sjeverno od zapadnog portala nalazi se portal "Vrata oprosta" (Puerta del Perdón) koji je u izvornom maurskom obliku potkovastog luka, a vodi u "Dvorište naranči" (Patio de los Naranjos), negdašnji maurski vrt, dvorište džamije.
Graditelji su iskoristili stupove i druge elemente stare džamije, ali je minaret u potpunosti iskorišten za zvonik. Tzv. Giralda (španjolski: rotirati, vrtjeti) je najpoznatiji simbol grada. U svojoj četvrtastoj bazi širok je 13.61 m, a visok je 105 metara, a njegov zadnji kat, s 22 zvona, i lanterna su izgrađeni u renesansnom pleterskom stilu u 16. stoljeću. Na njegovom vrhu se nalazi 2 tone teška skulptura (Bartolome Morel), lokalno poznata kao El Giraldillo, koja predstavlja Vjeru. Unutrašnjost tornja ima rampe umjesto stepenica, kako bi se omogućilo mujezinu i drugima da se na konju popnu na vrh.
Katedrala ima 80 kapela u kojima je 1896. godine održano 500 misa u jednom danu. U Kapeli krstionice (Capilla de San Antonio) nalazi se slika "Vizija sv. Antuna" koju je 1656. godine naslikao Bartolomé Esteban Murillo, a čiji je dio, sa sv. Antunom, neuspješno pokušao prodati lopov 1875. godine.
Gospina kapela (Capilla de la Virgen de la Antigua) sadrži srednjovjekovnu fresku Gospe (Virgen), a Kraljevska kapela (Capilla Real) je izgrađena od 1551. – 1575. u renesansnom stilu, te je služila kao mauzolej gdje su sahranjeni Ferdinand III., njegova žena i sinovi, uključujući Alfonsa X.
U Glavnoj Kapeli (Capilla Mayor) nalazi se najveći oltarni retabl na svijetu, visine 23 i širine 20 metara, koji je izradilo više majstora od 1482. – 1564. godine. U njegovom podnožju se nalazi posrebrena skulptura Gospe okružena s 45 drvenih reljefa koji prikazuju život Isusa i Djevice Marije.
U crkvi su, između ostalih, sahranjeni:
- Ferdinand III. Kastiljski
- Alfons X. Mudri
- Kristofor Kolumbo
- Beatriz od Švabije

- Pogled na katedralu s istoka
- Kraljevska kapela u katedrali
- Zapadno pročelje
- Pogled na katedralu sa sjevera
- Kor
- Kupola
- La Giralda noću
- Glavni brod katedrale
- Retabl na oltaru
- Grobnica Kristofora Kolumba